# Palaeochrysa ferruginea
Palaeochrysa ferruginea là một loài côn trùng trong họ Chrysopidae thuộc bộ Neuroptera. Loài này được Cockerell miêu tả năm 1909.